# 1900 no teatro

## Nascimentos
| Data           | Nome           | Profissão | Nacionalidade | Observações | Ref |
| -------------- | -------------- | --------- | ------------- | ----------- | --- |
| 8 de Fevereiro | Hortense Luz   | actriz    | Portugal      | m. 1984     |     |
| 17 de Dezembro | Katina Paxinou | atriz     | Grécia        | m. 1973     |     |

## Mortes
| Data          | Nome                       | Profissão                                              | Nacionalidade | Observações | Ref   |
| ------------- | -------------------------- | ------------------------------------------------------ | ------------- | ----------- | ----- |
| 28 de janeiro | Américo Brasílio de Campos | advogado, dramaturgo, jornalista, político e diplomata | Brasil        | n. 1835     | [ 1 ] |